# 野方警察署
野方警察署（のがたけいさつしょ）は、警視庁が管轄する警察署の一つである。第四方面本部所属。中野区の北部を管轄している。
署員数およそ300名、識別章所属表示はPJ。

## 所在地
- 東京都中野区中野四丁目12番1号

## 交通
鉄道
中野駅（JR中央線）から950m
バス
西武新宿線野方駅または中野駅より「中01」に乗車し、東京警察病院北門前バス停（関東バス）下車すぐ

## 管轄区域
中野区
- 上高田一丁目（一部を除く）、二丁目（一部を除く）、三・四・五丁目（上高田一・二丁目の各一部は中野警察署の管轄）
- 新井一丁目（一部を除く）、二・三・四・五丁目（新井一丁目の一部は中野警察署の管轄）
- 松が丘一・二丁目（全域）
- 江古田一・二・三・四丁目（全域）
- 江原町一・二丁目、三丁目
- 丸山一・二丁目（全域）
- 沼袋一・二・三・四丁目（全域）
- 野方一・二・三・四・五・六丁目（全域）
- 中野四丁目（一部を除く）、五丁目の一部（68番の一部）（中野一・二・三丁目、中野四丁目の一部、前記以外の五丁目は中野警察署の管轄）
- 大和町一・二・三・四丁目（全域）
- 若宮一・二・三丁目（全域）
- 白鷺一・二・三丁目（全域）
- 鷺宮一・二・三・四・五・六丁目（全域）
- 上鷺宮一・二・三・四・五丁目（全域）管轄）

## 沿革
- 1936年（昭和11年）新規開設。
- 1986年（昭和61年）現庁舎が完成。

## 組織
- 警務課
- 交通課
- 警備課
- 地域課
- 刑事組織犯罪対策課
- 生活安全課

## 交番
- 江古田四丁目交番（中野区江古田四丁目1番3号）
- 江原町交番（中野区江原町三丁目12番16号）
- 家政通交番（中野区若宮三丁目22番1号）
- 上高田交番（中野区上高田三丁目1番16号）
- 鷺宮駅前交番（中野区鷺宮四丁目1番14号）
- 鷺宮六丁目交番（中野区鷺宮六丁目28番21号）
- 沼袋交番（中野区沼袋一丁目7番6号）
- 野方一丁目交番（中野区野方一丁目53番8号）
- 野方駅前交番（中野区野方五丁目32番16号）
- 薬師駅前交番（中野区新井五丁目29番1号）
- 若宮交番（中野区若宮二丁目16番5号）

## 駐在所
- 上鷺宮駐在所（中野区上鷺宮四丁目1番27号）
- 白鷺駐在所（中野区白鷺一丁目24番7号）

## 地域安全センター
- 丸山地域安全センター（中野区野方四丁目44番12号）2007年（平成19年）4月1日に丸山交番から転換。

## 主な未解決事件
- 野方六丁目店舗併用住宅における出火焼死事件[1]